# Spoy (Aube)
Pour la commune homonyme de la Côte-d'Or, voir Spoy (Côte-d'Or).
Spoy est une commune française, située dans le département de l'Aube en région Grand Est.

## Géographie
| Maison-des-Champs | Argançon | Fravaux     |
|                   | Spoy     | Proverville |
| Meurville         |          | Couvignon   |

Spoy est une localité de la Champagne humide traversée par un affluent de l'Aube, le Landion.
À une altitude de 188 mètres, Spoy se situe à 49 km de Troyes et 11 km de Bar-sur-Aube.

### Hydrographie
La commune est dans la région hydrographique « la Seine de sa source au confluent de l'Oise (exclu) » au sein du bassin Seine-Normandie. Elle est drainée par le Landion et divers autres petits cours d'eau,.
Le Landion, d'une longueur de 24 km, prend sa source dans la commune de Champignol-lez-Mondeville et se jette  dans l'Aube à Dolancourt, après avoir traversé six communes. 

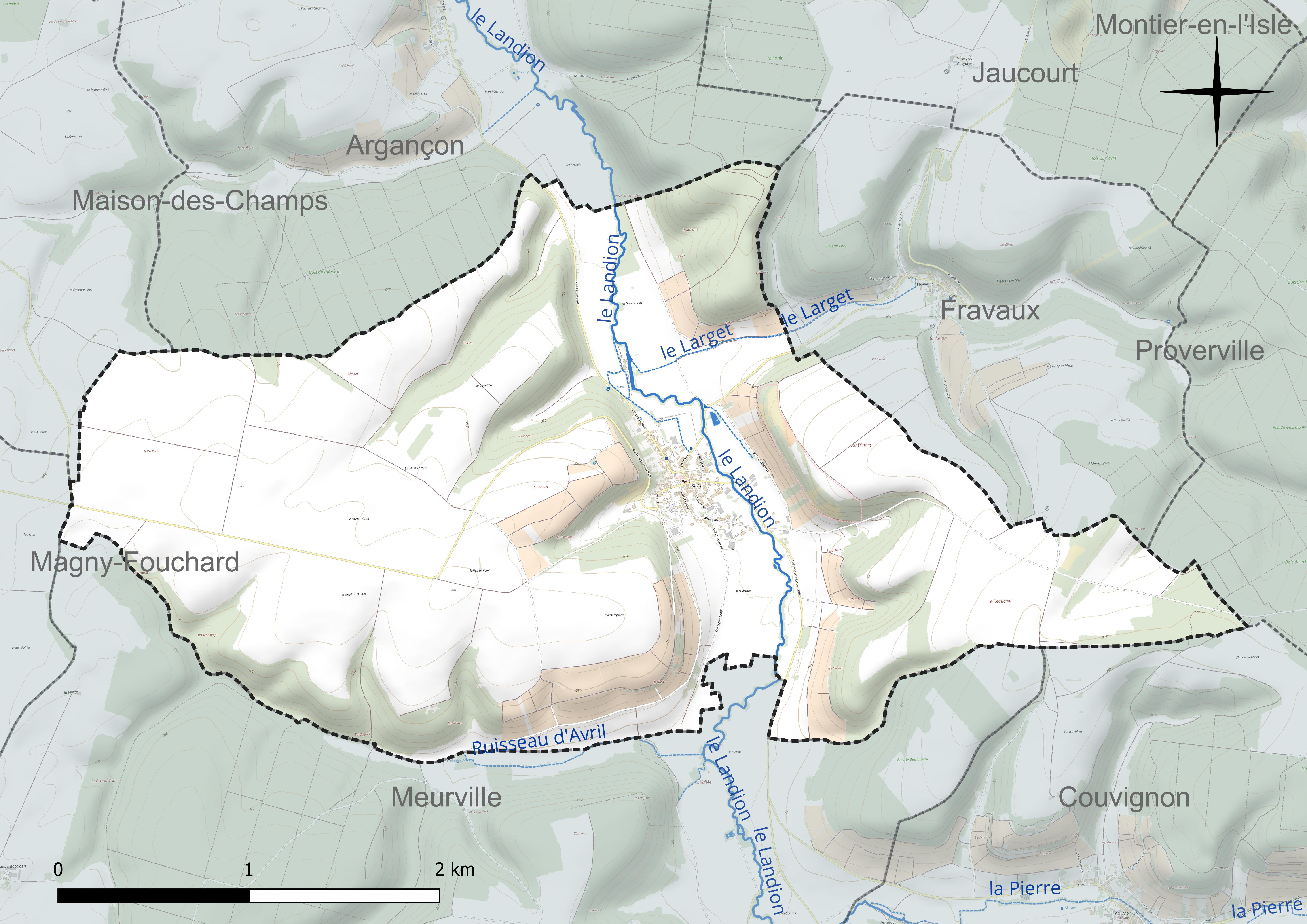
Réseau hydrographique de Spoy.

### Climat
Pour des articles plus généraux, voir Climat du Grand Est et Climat de l'Aube.
En 2010, le climat de la commune est de type climat des marges montargnardes, selon une étude du Centre national de la recherche scientifique s'appuyant sur une série de données couvrant la période 1971-2000. En 2020, Météo-France publie une typologie des climats de la France métropolitaine dans laquelle la commune est exposée à un climat océanique altéré et est dans la région climatique  Lorraine, plateau de Langres, Morvan, caractérisée par un hiver rude (1,5 °C), des vents modérés et des brouillards fréquents en automne et hiver. 
Pour la période 1971-2000, la température annuelle moyenne est de 10,5 °C, avec une amplitude thermique annuelle de 15,8 °C. Le cumul annuel moyen de précipitations est de 842 mm, avec 12,7 jours de précipitations en janvier et 8,7 jours en juillet. Pour la période 1991-2020, la température moyenne annuelle observée sur la station météorologique de Météo-France la plus proche, « Ailleville_sapc », sur la commune d'Ailleville à 5 km à vol d'oiseau, est de 11,4 °C et le cumul annuel moyen de précipitations est de 833,5 mm. 
La température maximale relevée sur cette station est de 41,3 °C, atteinte le 25 juillet 2019 ; la température minimale est de −19,7 °C, atteinte le 20 décembre 2009,,. 
Les paramètres climatiques de la commune ont été estimés pour le milieu du siècle (2041-2070) selon différents scénarios d'émission de gaz à effet de serre à partir des nouvelles projections climatiques de référence DRIAS-2020. Ils sont consultables sur un site dédié publié par Météo-France en novembre 2022.

## Urbanisme

### Typologie
Au 1er janvier 2024, Spoy est catégorisée commune rurale à habitat dispersé, selon la nouvelle grille communale de densité à 7 niveaux définie par l'Insee en 2022.
Elle est située hors unité urbaine. Par ailleurs la commune fait partie de l'aire d'attraction de Bar-sur-Aube, dont elle est une commune de la couronne,. Cette aire, qui regroupe 43 communes, est catégorisée dans les aires de moins de 50 000 habitants,.

### Occupation des sols
L'occupation des sols de la commune, telle qu'elle ressort de la base de données européenne d’occupation biophysique des sols Corine Land Cover (CLC), est marquée par l'importance des territoires agricoles (77,4 % en 2018), une proportion identique à celle de 1990 (77,4 %). La répartition détaillée en 2018 est la suivante : 
terres arables (63,8 %), forêts (20,2 %), zones agricoles hétérogènes (9,8 %), cultures permanentes (3,7 %), zones urbanisées (2,4 %). L'évolution de l’occupation des sols de la commune et de ses infrastructures peut être observée sur les différentes représentations cartographiques du territoire : la carte de Cassini (XVIIIe siècle), la carte d'état-major (1820-1866) et les cartes ou photos aériennes de l'IGN pour la période actuelle (1950 à aujourd'hui).

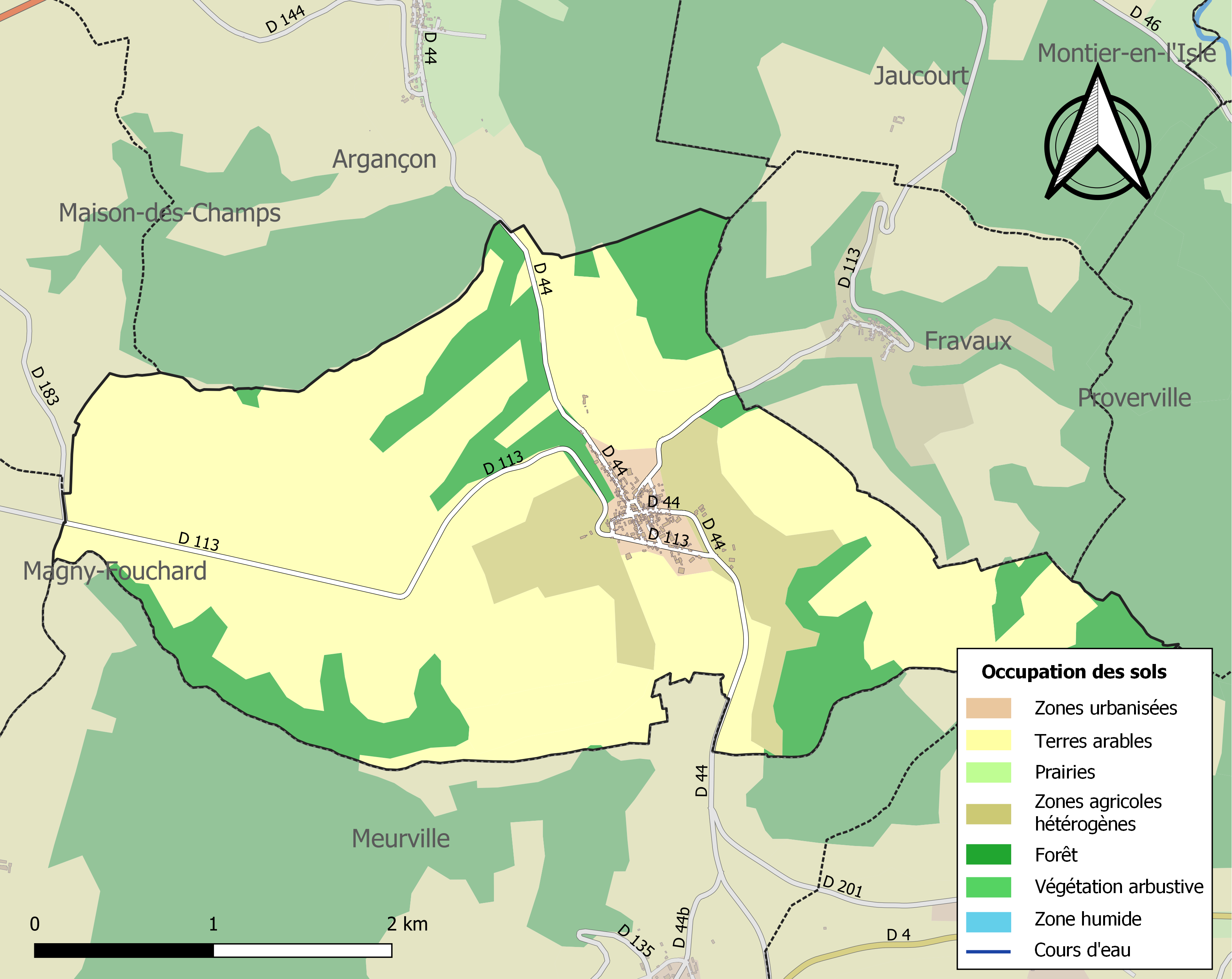
Carte des infrastructures et de l'occupation des sols de la commune en 2018 (CLC).

## Toponymie
Spoy est jadis mentionnée sous diverses appellations :
- Cypetum,
- Cepeium,
- Cepoi.

Ces termes renvoient soit à un tronc d'arbre, soit à la viticulture.

## Histoire
Au Ier siècle, les Romains construisent un pont de pierre sur le Landion. Il facilite le passage de la voie qui, reliant Lutèce à Bâle, se dirige ici vers Proverville et Bar-sur-Aube, au sud-est.
Au XIIe siècle s'élève l'église paroissiale  consacrée à saint Didier. Fondues au XVIIIe siècle, ses cloches sont localement célèbres pour la grande pureté de leur son.
Une verrerie s'installe en l'an VI, qui correspond à 1797 et 1798. Le deuxième maire exerce la profession de maître verrier.
Entourée de vignobles, la commune héberge plusieurs producteurs de champagne.

## Politique et administration
| Période       | Période                       | Identité                                            | Étiquette        | Qualité                                         |
| ------------- | ----------------------------- | --------------------------------------------------- | ---------------- | ----------------------------------------------- |
| Juillet 1800  | Janvier 1813                  | François Frécus (1757, Spoy ; 1846, Spoy)           |                  | Propriétaire                                    |
| Janvier 1813  | Septembre 1825                | Michel Grésély (1766, Bourg-Bruche ; 1833, Longvic) |                  | Maître verrier                                  |
| Novembre 1825 | Janvier 1830 (démissionnaire) | Athanase Graudin                                    |                  |                                                 |
| Avril 1830    | Octobre 1846                  | Jean Lambert (1771, Dolancourt ; 1862, Spoy)        |                  | Propriétaire                                    |
| Novembre 1846 | Mai 1858                      | Edmé Nicolas Vidal (1778, Argançon ; 1865, Spoy)    |                  | Propriétaire                                    |
| Juin 1858     | Octobre 1860                  | Théodore Tapprest (1806, Spoy ; 1860, Spoy)         |                  | Cultivateur                                     |
| Novembre 1860 | Mai 1879                      | Tiburce Lambert (1815, Spoy ; 1879, Spoy)           |                  | Propriétaire                                    |
| Juin 1879     | Décembre 1880                 | Augustin Marlot (1822, Spoy ; 1906, Spoy)           |                  | Cultivateur                                     |
| Janvier 1881  | Mai 1908                      | Isidore Tapprest (1835, Spoy ; 1917, Spoy)          |                  | Propriétaire cultivateur                        |
| Juin 1908     | Juillet 1911                  | Ambroise Bernard (1834, Spoy ; 1911, Spoy)          |                  | Marchand de bestiaux (1899) Propriétaire (1911) |
| Août 1911     | Mai 1912                      | Ambroise Bernard (1848, Spoy ; 1934, Spoy)          |                  | Cultivateur                                     |
| Mai 1912      | Décembre 1923                 | Léopold Faillenot (1857, Spoy ; 1923, Spoy)         |                  | Cultivateur                                     |
|               | Données                       | à                                                   | compléter        |                                                 |
| Mars 2001     | Avril 2014                    | Roger Bourgoin                                      |                  | Viticulteur                                     |
| 2014          | 2020                          | Jean Paul Vidal                                     | DVD              | Agriculteur                                     |
| 2020          | En cours                      | Thomas Gagnant                                      | Les Républicains | Viticulteur                                     |

## Démographie
L'évolution du nombre d'habitants est connue à travers les recensements de la population effectués dans la commune depuis 1793. Pour les communes de moins de 10 000 habitants, une enquête de recensement portant sur toute la population est réalisée tous les cinq ans, les populations de référence des années intermédiaires étant quant à elles estimées par interpolation ou extrapolation. Pour la commune, le premier recensement exhaustif entrant dans le cadre du nouveau dispositif a été réalisé en 2005.

En 2022, la commune comptait 147 habitants, en évolution de −15,03 % par rapport à 2016 (Aube : +0,7 %, France hors Mayotte : +2,11 %).
| 1793 | 1800 | 1806 | 1821 | 1831 | 1836 | 1841 | 1846 | 1851 |
| ---- | ---- | ---- | ---- | ---- | ---- | ---- | ---- | ---- |
| 554  | 678  | 665  | 750  | 827  | 858  | 884  | 871  | 750  |

| 1856 | 1861 | 1866 | 1872 | 1876 | 1881 | 1886 | 1891 | 1896 |
| ---- | ---- | ---- | ---- | ---- | ---- | ---- | ---- | ---- |
| 686  | 675  | 667  | 621  | 578  | 549  | 555  | 511  | 461  |

| 1901 | 1906 | 1911 | 1921 | 1926 | 1931 | 1936 | 1946 | 1954 |
| ---- | ---- | ---- | ---- | ---- | ---- | ---- | ---- | ---- |
| 447  | 427  | 371  | 315  | 283  | 226  | 237  | 221  | 193  |

| 1962 | 1968 | 1975 | 1982 | 1990 | 1999 | 2005 | 2006 | 2010 |
| ---- | ---- | ---- | ---- | ---- | ---- | ---- | ---- | ---- |
| 174  | 162  | 125  | 136  | 157  | 154  | 153  | 157  | 135  |

| 2015 | 2020 | 2022 | - | - | - | - | - | - |
| ---- | ---- | ---- | - | - | - | - | - | - |
| 170  | 153  | 147  | - | - | - | - | - | - |

## Lieux et monuments

### Pont romain

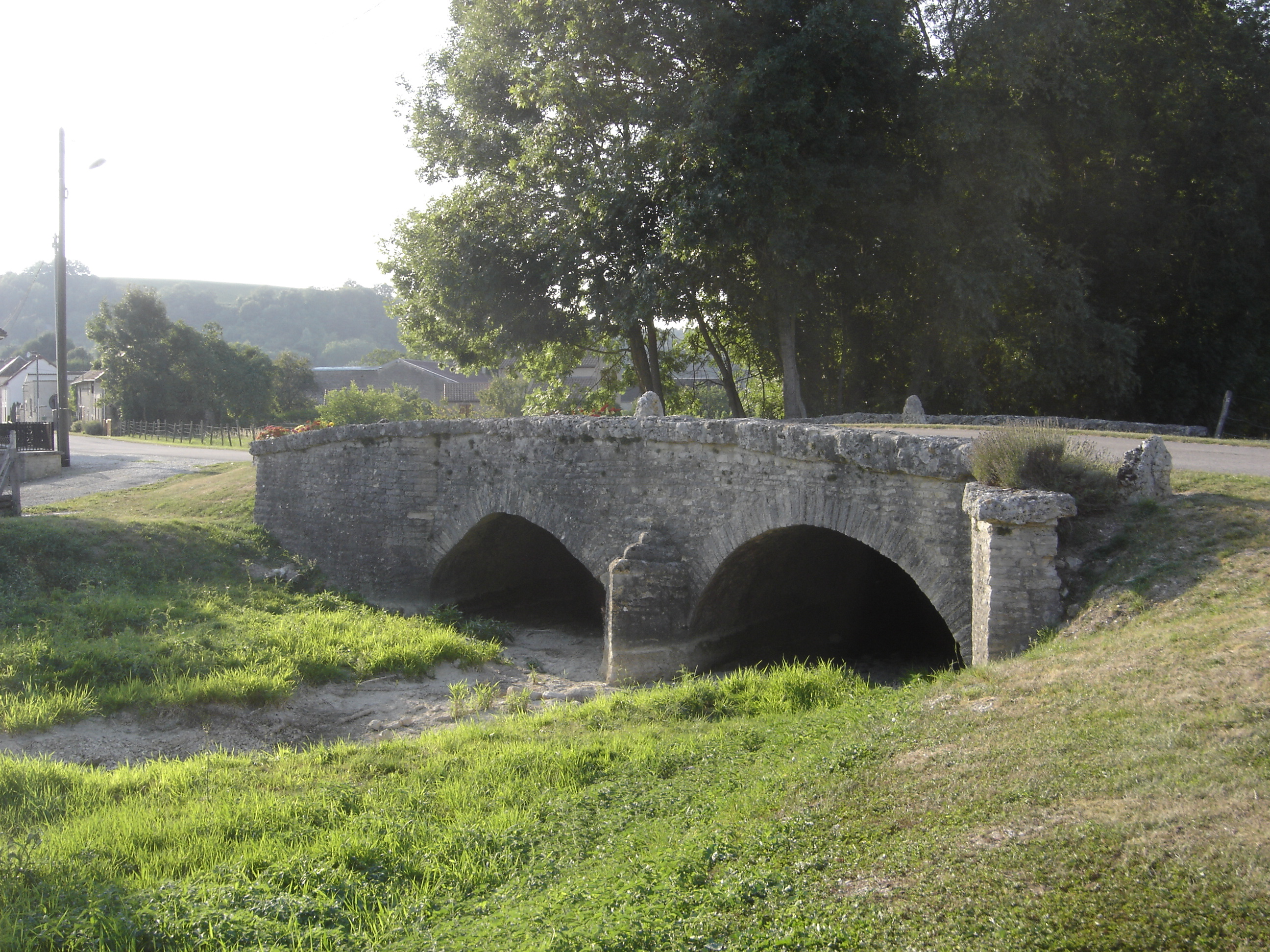
Le pont romain.

La voie romaine qui reliait Lutèce à Bâle franchissait le Landion, en direction de Bar-sur-Aube, sur un pont en arc construit en pierre au Ier siècle. Restauré en 1971, l'ouvrage est classé monument historique deux ans plus tard.

### Église

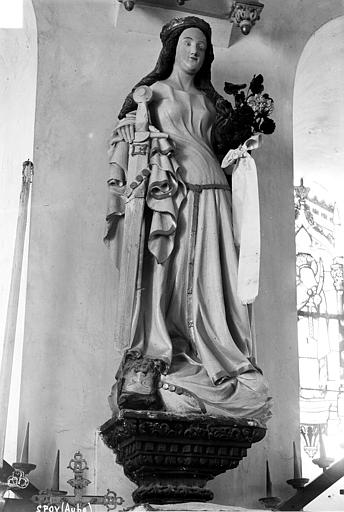
Statue de l'église représentant sainte Marguerite. Photographie du XIXe siècle.

Placée sous le vocable de saint Didier, l'église a été édifiée au XIIe siècle. Le porche à pans de bois et le clocher aujourd'hui disparu furent élevés à l'époque romane. Les chapelles latérales ont été ajoutées aux XVI e et XVIIIe siècles. À l'intérieur, des peintures murales sont visibles sous un badigeon. On admire aussi un retable du XVIe siècle ; des peintures sur bois, dont l'une représente le Christ en croix ; une statue en pierre de sainte Marguerite, sculptée au XVIe siècle. Quelques œuvres ont disparu, parmi lesquelles une cuve baptismale du VIe siècle et un bénitier de 1731. L'édifice a subi un incendie en 1778 et le clocher, fragilisé, a été démoli en 1880. L'église a récemment été rénovée.
Abritées sous un appentis du cimetière, les trois cloches émettent un son d'une pureté exceptionnelle. Baptisées Marguerite-Guillelmine (la plus grosse), Marie et Germaine (la plus petite), elles ont été fondues au 4e quart du XVIIIe siècle par Bollée, J.F. Michaut et Petitfour. Toutefois, depuis leur début (1677) jusqu'en 1792, les registres paroissiaux de Spoy ne consignent que deux bénédictions de cloches :
- « L'an mil sept cent cinquente un le neuf novembre, la plus petite cloche du clocher de cette paroisse a eté benie par moy prestre curé de Spoix soussigné, et a eu pour marraine la tres S(ain)te vierge marie mere de dieu, et pour parrain Monseigneur Gilbert de Mommorin de S(ain)t Herem, illustrissime et reverendissime Evesque duc de Langres, pair de france, commandeur des ordres du roy (...). Lemoine curé de Spoix »[22] ;
- « benediction de la grosse cloche - Cejourdhuy trois octobre de la presente annee 1757 a eté benite par moy prestre curé de Spoix soussigné, la grosse cloche du cloché de ce Lieu, Laquelle a eté nommee Marie Louise par M(aî)tre Jean Loüis baudin juge d'urville demeurant a spoix et par honneste et discrette personne d(emois)elle Marie jeanne boisfranc Epouse de M(aî)tre nicolas Capon nott(ai)re et procureur fiscal de ce lieu qui se sont soussignés (...). Lemoine curé de Spoix »[23].

### Réserve naturelle
La commune accueille la réserve naturelle régionale de la Pelouse de la côte de l'étang.

## Personnalités liées à la commune
Charles-Louis Bombonnel, né à Spoy le 10 août 1816 et décédé à Dijon le 3 juin 1890, fut chasseur de fauves en Algérie. Le récit de ses chasses a été publié par Hachette en 1860. Il a inspiré à Alphonse Daudet le personnage de Tartarin de Tarascon (1872).